# لایل کسلر
لایل کسلر (انگلیسی: Lyle Kessler) هنرپیشه، فیلم‌نامه‌نویس و نویسنده آمریکایی است. او بیشتر از هرچیز با نمایش یتیم‌ها شناخته می‌شود که برای اولین‌بار در ۱۹۸۳ به روی صحنه رفت. او به عنوان بازیگر در نمایش در انتظار گودو  بازی کرده‌است و همچنین در فیلم جیمز دین در نقش لی استراسبرگ بازی کرد.